# Neunersee
Der Neunersee ist ein künstliches Gewässer in Oberbayern. Auf historischen Karten gehört das Gebiet auf dem sich der See jetzt befindet, zu den Auen des Inns. 